# Live A Live
Live A Live (ライブ・ア・ライブ, Raibu A Raibu) is een console-RPG voor de Super Nintendo Entertainment System (SNES), uitgebracht in september 1994 door Square (nu deel van Square Enix). Het is een van de minder bekende producties van Square. Dit komt deels doordat het spel slechts in Japan is uitgebracht, en deels omdat het in de schaduw staat van de veel bekendere Final Fantasy-reeks. Met een verkoop van 270,000 exemplaren, werd het spel als een flop beschouwd. Ondanks het feit dat het spel slechts in Japan is uitgebracht, circuleren op het internet in het Engels vertaalde ROMs. Het spel had dan ook een zekere cultstatus bij liefhebbers.
In 2022 is echter een remake voor de Nintendo Switch uitgebracht published door Square Enix in Japan en door Nintendo wereldwijd. Er is verder nog een met de RPG Maker 2003 gemaakte fanversie in de stijl van Touhou Project, genaamd Touhou a Live. 
Live A Live is anders dan de meeste (traditionele) RPG's. Het spel bestaat uit zeven opzichzelfstaande hoofdstukken, die in iedere willekeurige volgorde gespeeld kunnen worden, en ook ogenschijnlijk los van elkaar staan. Na het uitspelen van alle hoofdstukken komt een achtste hoofdstuk beschikbaar, en na het uitspelen van het achtste hoofdstuk de finale. Elk van de zeven hoofdpersonen is uitgewerkt door een andere manga-artiest.

## Speelwijze en graphics
De graphics doen erg denken aan Final Fantasy 4 en 5. De speelwijze wijkt echter enigszins van de traditionele RPG's af. Gevechten vinden plaats op een 'schaakbord' van 7 bij 7 velden, waarover zowel de protagonisten als de vijanden vrij kunnen rondlopen. Aanvallen, ook de magische, kunnen onbeperkt worden uitgevoerd, aangezien het spel geen magicpoints kent. De enige limitering voor een aanval is het bereik, wat kan worden verholpen door naar een ander veld te lopen. Dit houdt echter weer het risico in dat men binnen het bereik van de vijand komt en zelf aangevallen wordt. Verder neemt de voorbereiding van gecompliceerdere aanvallen meer tijd in beslag, wat betekent dat de protagonist kan worden aangevallen terwijl hij of zij zich voorbereidt, of dat de vijand de aanval ontwijkt door weg te lopen uit het bereik van de aanval.
Wanneer de hitpoints van een protagonist 0 bereiken, zakt hij of zij ineen en krijgt een aura. Wanneer dit gebeurt kan hij of zij door middel van helende spreuken nog bij bewustzijn worden gebracht, maar als hij of zij nog een keer geraakt wordt, verdwijnt hij of zij permanent. Wanneer alle protagonisten dood of verdwenen zijn, is het game over. Wanneer alle vijanden verslagen zijn, is het gevecht gewonnen. Ook kan men van het gevecht vluchten, tenzij het een eindbaas betreft. Na een gevecht worden de hitpoint volledig hersteld.
Een andere eigenaardigheid is dat het spel geen geld kent. Wapens worden in principe gevonden of gemaakt en niet gekocht. Omdat er geen magicpoints zijn en de hitpoints volledig herstellen na een gevecht, zijn ook herbergen onnodig en dus afwezig. Wel kan een protagonist door vijanden te verslaan ervaring opdoen en in niveaus stijgen.
Ieder hoofdstuk wijkt qua speelwijze verder op een bepaald punt af van het standaardconcept van de meeste RPG's. Zo kent het prehistorische hoofdstuk geen verbale dialoog.

## Het verhaal
Wanneer het spel start kan de speler kiezen uit zeven hoofdstukken. Na het afronden van alle 7 komt een achtste hoofdstuk beschikbaar, en na het afronden van het achtste hoofdstuk de finale. In deze twee laatste hoofdstukken worden de zeven verhaallijnen verbonden. De Japanse inslag blijkt uit het feit dat 3 van deze verhaallijnen zich in Japan afspelen.

### De prehistorie: The First
Een stam holbewoners wil een jonge vrouw, Bel, offeren, maar de vrouw vlucht naar een vijandige stam in het zuiden. Pogo, een strijder van deze zuidelijke stam, wordt verliefd op haar en beschermt haar. Na een brute aanval door de noorderlingen die hun offer terugwillen, ontdekt het stamhoofd Bel, en Pogo wordt met zijn huisdier en Bel het grottencomplex uitgesmeten. Hierna wordt Bel alsnog opnieuw gegrepen door de noordelijke stam om geofferd te worden aan hun heilige dinosaurus Odo. Pogo en zijn groep verslaan het beest en vrede keert terug tussen de twee stammen.
In dit hoofdstuk speelt geur een belangrijke rol. Het hoofdstuk bevat de mogelijkheid door met een druk op de knop Pogo in de lucht te laten snuiven, zodat hij geuren kan oppikken en volgen. Ook ontbreekt tekstuele dialoog (tot helemaal aan het eind van het verhaal), daar men in deze prehistorische tijd nog niet kon spreken.

### Keizerlijk China: The Successor
In het oude China zoekt de oude kungfumeester Xin Shan Quan drie studenten uit om te trainen en de traditie voort te zetten als hij er niet meer is. Ook stopt hij een bende die hem deerlijk onderschat, denkend dat hij maar een oude man is. De bende blijkt echter gelieerd te zijn aan Ou Di Wan Lee´s vechtschool, die uit wraak Xin Shan Quans vechtschool overvalt en twee van zijn leerlingen doodt. De oude meester offert zijn laatste levenskracht op om wraak te nemen op Ou Di Wan Lee, maar de uiteindelijke confrontatie met Ou Di Wan Lee wordt gevoerd door zijn leerling. De meester overleeft de strijd niet en de leerling die als overwinnaar uit de strijd is gekomen, beseft dat zij de nieuwe meester is.
Het kungfu-hoofdstuk kent als bijzonderheid dat de speler alle eindbazen aan het eind van het hoofdstuk achter elkaar moet verslaan.

### Japan in de 19e eeuw: The Infiltrator
In het feodale Japan heeft een daimyo genaamd Ode Iou een man gevangengenomen, die het versnipperde Japan zou kunnen herenigen. De ninja Oboro-maru krijgt de opdracht de gevangene te bevrijden en Ode te doden. Hij moet door een labyrintachtige vesting en langs 100 vijanden om uiteindelijk de gevangene te kunnen bevrijden en Ode te verslaan. Na het verslaan van Ode nodigt de gevangene, Sakamoto Ryoma, Oboro uit hem mee te helpen Japan te herenigen en te moderniseren..
Oboro heeft een onzichtbaarheidsmantel, die hij kan gebruiken om zich te verbergen. De speler kan zowel de harde weg (binnenvallen en iedereen doden) als de zachte weg (stealth) kiezen.

### Het Wilde Westen: The Wanderer
In het Wilde Westen arriveert een vogelvrijverklaarde, de Sundown Kid, in een plaatsje genaamd Success Town. Dit plaatsje wordt geterroriseerd door een bende, de Crazy Bunch. De Crazy Bunch wordt geleid door een zekere O. Dio, laatste overlevende van het bij de Little Bighorn afgeslachte 7e cavalerieregiment. Sundown raakt in conflict met een bendelid, dat vervolgens zweert de volgende ochtend met de hele Crazy Bunch wraak te komen nemen. Maar de stad is de tirannie van de Bunch inmiddels zat, en zelfs premiejager Mad Dog, de aartsrivaal van Sundown, helpt Sundown met het voorbereiden van de verdediging. Ze hebben slechts 1 nacht om vallen uit te zetten om het de bende zo moeilijk mogelijk te maken.
De volgende dag om 8 uur arriveert de Crazy Bunch, en wordt verslagen door de vallen en door het revolverwerk van Sundown en Mad Dog. O. Dio verandert in zijn ware vorm: een paard, beladen met alle haat, frustraties en wanhoop van de omgekomen soldaten, en galoppeert de woestijn in. Na afloop hebben Sundown en Mad Dog nog een laatste duel, waarna de speler kan kiezen Mad Dog te doden of te sparen.
Dit hoofdstuk spitst zich toe op het zo snel mogelijk verzamelen van materiaal om vallen voor te bereiden. Slechts drie gevechten vinden plaats, waarvan dat met de Crazy Bunch verreweg het belangrijkst en moeilijkst is. Hoe meer vallen de speler in de korte tijd die hem gegeven is weet te zetten met hulp van de standsbewoners, hoe minder leden van de Crazy Bunch overblijven voor de confrontatie en hoe makkelijker dit eindbaasgevecht dus is. Ironisch is dat de helende items sigaren en whisky zijn, zaken die men over het algemeen niet als gezond beschouwt.
De naam van de Sundown Kid is afgeleid van de Sundance Kid, een Amerikaanse vogelvrijverklaarde. Zijn bende heette de Wild Bunch.

### Het heden: The Strongest
De worstelaar Maseru wil de sterkste vechter ter wereld worden. Dit hoofdstuk is een aaneenschakeling van gevechten met verschillende vechters van over de hele wereld, waarin Maseru de verschillende technieken van zijn tegenstanders kan leren nadat die tegen hem zijn gebruikt, vergelijkbaar met Blue Magic uit Final Fantasy. Een andere strijder, Odie O'Bright, verslaat eveneens deze vechters en doodt hen, waarna de finale tussen Maseru en Odie O'Bright volgt.
Dit hoofdstuk is het kortste van allemaal en doet enigszins aan de Streetfighter spellen denken. Het verhaal is ook samengesteld door Yoko Shimomura, die ook de muziek van Street Fighter II heeft gecomponeerd.

### De nabije toekomst: The Outsider
De telepathisch begaafde Akira woont in het Japan van de nabije toekomst al jaren in een weeshuis met zijn zusje, nadat zijn vader vermoord is door een bende. Met deze bende is Akira voortdurend in conflict, en met zijn vriend Matsu ontdekt hij dat de bende onder 1 hoedje speelt met de Japanse overheid. De bende ontvoert mensen die in een wetenschappelijk centrum vloeibaar gemaakt worden. Deze vloeibare mensen bevatten speciale telekinetische krachten, en met de gecombineerde krachten van 2,000 mensen wil de regering een superwapen creëren. Dit superwapen is een gigantische reus met superkrachten, genaamd Odeo. Met de hulp van uitvinder Toei, Matsu, en een gigantische robot, de Buriki Daioh, weet Akira Odeo te verslaan.
In dit hoofdstuk speelt telepathie (gedachtelezen) een essentiële rol. Soms kan men slechts verder komen door de gedachten van een bepaald persoon te lezen.

### De verre toekomst: The Mechanical Heart
In de verre toekomst is een ruimteschip, de Cogito Ergosum, onderweg naar de Aarde. Aan boord zijn 5 bemanningsleden, de kapitein, en een buitenaardse levensvorm, de Behemoth. Kato, de mecanicien, bouwt een robot die hij Cube noemt. De speler bestuurt Cube die het schip kan verkennen. Al snel gaan er echter dingen verkeerd. Wanneer een bemanningslid, Kirk, een reparatie aan de buitenzijde van het schip uitvoert scheurt zijn pak, en hij overlijdt. Vrij snel daarna ontsnapt de Behemoth. De bemanningsleden beginnen elkaar te wantrouwen en te beschuldigen, en de Behemoth doodt nog twee personen en verwondt Kato. Ook de kapitein blijkt inmiddels dood. De schuldige blijkt uiteindelijk de boordcomputer OD-10, die het schip wil overnemen omdat mensen in tegenstelling tot machines alleen maar ruziemaken. Via een computerspelletje weet Cube echter in te breken in OD-10's mainframe en hem te verslaan, waarna hij weer een gewone computer wordt.
Dit hoofdstuk speelt als een Adventure en kent eigenlijk slechts een gevecht: dat met OD-10.

### De Middeleeuwen: The Lord of Dark
Dit hoofdstuk komt pas beschikbaar nadat alle voorgaande zeven zijn uitgespeeld. Dit hoofdstuk lijkt nog het meest op een klassieke RPG, met items, kerkers, gevechten en eindbazen. Ook is de verhaalopzet enigszins vergelijkbaar met Final Fantasy IV, waarbij Streibough net als Kain door jaloezie tot het kwaad wordt gedreven.
In de middeleeuwen wint de koene held Oersted een toernooi en daarmee de hand van de prinses van Lucrece, Alethea. Helaas wordt ze die avond al ontvoerd door een demon. Blijkbaar is de Heer van het Duister weer actief, een kwaadaardige tovenaar die het koninkrijk al eerder had geterroriseerd.
Oersted gaat op reis om prinses Alethea te bevrijden, en wordt hierin bijgestaan door zijn beste vriend, de tovenaar Streibough. Ook de priester Uranus en de held Hasshe vechten mee, omdat zij 30 jaar geleden de Heer van het Duister al hadden bevochten en verslagen. De groep dringt het fort van de Heer van het Duister binnen en verslaan deze verbazend makkelijk. Hasshe raakt echter dodelijk verwond en sterft, en Streibough wordt onder een lawine bedolven. Oersted en Uranus breken de missie af en keren terug naar het koninklijk kasteel.
's Nachts ziet Oersted de Heer van het Duister op de troon van het kasteel zitten, en valt hem aan. Dan blijkt dat het slechts magisch bedrog was en dat Oersted niet de Heer van het Duister, maar de koning van Lucrece heeft gedood. De mensen denken nu dat Oersted zelf de Heer van het Duister is, en ook Straybow en Hasshe gedood heeft, en gooien Uranus en hem in de kerker. Uranus helpt Oersted te ontsnappen, en overtuigt hem door te strijden voor het goede zolang er nog minstens één iemand in hem gelooft. Prinses Alethea bijvoorbeeld, gelooft nog in hem. Dit overtuigt Oersted alsnog om prinses Alethea te gaan bevrijden, en hij keert terug naar het fort van de Heer van het Duister.
Daar blijkt Streibough helemaal niet dood. Sterker nog: hij was opzettelijk in het fort van de Heer van het Duister achtergebleven, had zijn ziel geofferd, en was heimelijk zelf de nieuwe Heer van het Duister geworden. Hij had alles nadien in scène gezet, waaronder de dood van de koning. Het motief was jaloezie omdat hij telkens de tweede viool moet spelen na Oersted. Oersted verslaat Streibough, maar Alethea verklaart dat ze inmiddels van Streibough houdt, omdat Oersted volgens haar niet weet hoe is om in de schaduw van een ander te moeten leven en pleegt zelfmoord. Oersted beseft nu dat er niemand meer in hem gelooft en dat hij niets meer heeft om nog voor te leven. Gefrustreerd en teleurgesteld offert hij zijn ziel en wordt Odio 
(Latijn voor 'haat'), de nieuwe Heer van het Duister.

### Finale: Dominion of Hate
Na het uitspelen van het middeleeuwse hoofdstuk kan men kiezen met welke hoofdpersoon men de finale ingaat. Hierbij kan men ook Oersted kiezen en dus het kwaad laten winnen.
Wanneer de speler een van de zeven hoofdpersonen uit de eerste zeven hoofdstukken kiest, komt hij terecht in een Lucrece waar Odio iedereen heeft uitgeroeid en waar monsters rondzwerven. De speler moet alle zeven hoofdpersonen bij elkaar zien te zoeken, die hier ieder vanuit hun eigen tijd naartoe zijn getransporteerd door Odio. Na in een aantal verborgen kerkers de sterkste wapens te hebben gevonden, kan men Odio confronteren. Als de speler het beste einde wil krijgen, zal de hij of zij Odio moeten sparen na het eindbaas gevecht met hem. Nadat dat de helden naar het hart van de kerker zijn gegaan, keert Odio nogmaals terug en moeten de helden de eindbazen van hun verhaal nog één laatste keer bevechten, waarna Odio sterft en de helden weer terug worden getransporteerd naar hun eigen tijd. In de remake vindt in plaats van de laatste gevechten met de eindbazen een gevecht van alle 7 helden met een nieuwe manifestatie van Odio plaats. Als ze deze winnen, maakt Oersted zich van de demon los en geeft deze de genadeslag. Hierop stuurt Oersted de helden terug naar hun eigen tijd en sterft.
Wanneer Oersted wordt gekozen, worden alle eindbaasgevechten van alle zeven hoofdstukken herhaald, met als verschil dat de speler nu de eindbazen bestuurt. Als een baas genoeg schade heeft gekregen kan hij de aanval Armageddon uitvoeren wat het hele universum in alle tijden vernietigt (wat ook gebeurt als de speler verliest van Odio's laatste en sterkere vorm, Pure Odio). Als hier niet voor wordt gekozen blijft de wereld in stand nadat Odio alle helden heeft verslagen. Nadat alle helden verslagen zijn zwerft Oersted alias Odio rond in een leeg Lucrece, beseffend dat zijn overwinning hem geen enkele bevrediging heeft gegeven.